# Gabriel Jean Joseph Molitor
Gabriel Jean Joseph, hrabě Molitor (7. března 1770, Hayange, Francie – 28. července 1849, Paříž) byl francouzský generál a maršál Francie.

## Život
Jeho otec byl bývalý voják, který se staral o vzdělání svého syna. Molitor svou kariéru zahájil v roce 1791, vstoupil hned po vypuknutí Francouzské revoluce jako kapitán do 4. praporu dobrovolníků. Bojoval v tažení v roce 1792 v armádě Severu; poté byl v roce 1793 přidělen k armádě v Ardenách. Již povýšen na generála adjutanta se zúčastnil obléhání Mohuče (1793), během kterého byl zraněn kulkou, která mu prošla stehnem.
Velel během tažení generála Hoche roku 1793 pěší brigádě (Kaiserslautern, Wissembourg) a později bojoval střídavě u moselské, rýnské i dunajské armády pod velením Pichegrua, Klébera, Moreaua i Jourdana. Roku 1795 byl při útoku na pevnost Mohuč těžce raněn a v témže roce byl povýšen na plukovníka.
Přešel do dunajské armády, bojoval proti Rakušanům v divizích Lefebvre a Lecourbe. Brigádním generálem se stal 30. ledna 1799 a bojoval pod Massénou ve Švýcarsku a podmanil si kanton Uri. Proti Suvorovovi a Jelačičovi po těžkých bojích jej uhájil. Roku 1800 se ve svazku Moreauovy armády vyznamenal na Rýnu a významně přispěl k vítězství u Messkirchu (4. května 1800). Poté byl se sborem 5000 mužů odeslán do Tyrol. Obsadil Bregenz, Feldkirch a Graubünden a uskutečnil tak kontakt s italskou armádou. Povýšen do hodnosti divizního generála byl 6. října 1800 a následně čtyři roky velel pěší divizi v Grenoblu. Roku 1805 bojoval s Massenou v Itálii a vyznamenal se mimořádně v bitvě u Caldiera (29. – 31. října 1805). Po bratislavském míru (26. prosince 1805) byl jmenován generálním guvernérem Dalmácie a roku 1806 obsadil Dubrovník (Ragusa), když vytlačil Rusy a Černohorce. Roku 1807 velel v Pomořansku a bojoval proti Švédům u Damgarten a Löbnitz, následně obsadil Stralsund. Ve funkci generálního guvernéra Pomořanska nahradil maršála Bruneho a Napoleon mu přiznal titul císařského hraběte s vysokou apanáží.
V tažení roku 1809 tvořila Molitorova divize část Massénova sboru (Aspern – 21. a 22. května 1809, Wagram – 5. a 6. července 1809). Následující rok pak velel okupační armádě v hanzovních městech. Mezi léty 1811–1813 velel armádě v Holandsku a roku 1814 byl podřízen McDonaldovi a bojoval mj. u Chalons-sur-Marne či u La Ferte-sous-Jouarre.
Po abdikaci Napoleona se podřídil Bourbonům a byl zařazen do funkce generálního inspektora pěchoty. Během Sta dnů se opět přidal k Napoleonovi a ten jej pověřil velením sboru 20 000 mužů, bránících Alsasko. Po císařově abdikaci upadl do nemilosti a opustil armádu. Roku 1818 byl však opět do funkce generálního inspektora infanterie jmenován a roku 1823 velel 2. sboru při tažení do Španělska; poté byl povýšen do hodnosti maršála Francie, stal se současně i pairem. V komoře pairů se stal známým řečníkem a roku 1827 se stal předsedou komory. Červencová revoluce v roce 1830 nezměnila nic na jeho funkcích, později byl Ludvíkem Filipem jmenován guvernérem pařížské Invalidovny (1849) a téhož roku byl prezidentem Ludvíkem Napoleonem Bonapartem jmenován velkokancléřem Čestné legie.
Po jeho smrti mu město Nancy zřídilo sochu. Jeho jméno je vyryto na Vítězném oblouku v Paříži.